# Victor Honig van den Bossche
Victor Aristide Honig van den Bossche (Cheribon (Ned.-Indië), 20 november 1919 – Gouda, 16 augustus 1994) was een Nederlands politicus.
Honig van den Bossche was een Tweede Kamerlid voor de Boerenpartij dat een groot aantal onderwerpen behandelde. Hij was een handelsman, die vele talen sprak en universitaire studies had gevolgd. Ook werd hij tot beroepsmilitair opgeleid aan de Koninklijke Militaire Academie en heeft de Tweede Wereldoorlog in krijgsgevangenschap doorgebracht. Zijn inbrengen waren van een hoger niveau dan die van zijn fractiegenoten Koekoek en De Koning. Desondanks een parlementariër die tamelijk onbekend bleef.
- Biografisch Portaal: 14563296
- Parlement.com: vg09lleoynwo